# Álvaro Mutis
Álvaro Mutis Jaramillo (25. srpen 1923, Bogota – 22. září 2013, Ciudad de México) byl kolumbijský básník, prozaik a esejista. Roku 2001 získal za celoživotní dílo Cervantesovu cenu, nejprestižnější literární ocenění ve španělsky mluvícím světě.

## Život
Narodil se v Bogotě, ale od dvou do jedenácti let žil v belgickém hlavním městě Bruselu, kde jeho otec, Santiago Mutis Dávila, působil jako diplomat. Do Kolumbie jezdila rodina v té době jen na letní dovolenou, na kávovou a třtinovou plantáž Álvarova dědečka v Coello. Podle samotného Mutise to byly právě tyto dojmy z tropů, které formovaly jeho imaginaci, spolu s četbou Julese Vernea a Pabla Nerudy.
Vystudoval gymnázium v Bogotě, kde jako učitele potkal i kolumbijského básníka Eduarda Carranza. Do literárního světa v Bogotě vstoupil jako člen skupiny Cantico, která se zformovala ve 40. letech. V roce 1948 Mutis a Carlos Patiño vydali společně sbírku básní s názvem La balanza.
Roku 1956 se Mutis přestěhoval do hlavního města Mexika. Zde si v literárních kruzích získal renomé zejména díky pozitivní recenzi Octavia Paze.
Jeho první povídky vyšly v roce 1978. Jeho první román La nieve del Almirante vyšel roku 1986. Ten získal jak popularitu u čtenářů, tak ocenění u kritiky. Mutis zde představil svého hrdinu Maqrolla, který se stal hlavní postavou dalších šesti románů. Jejich celý soubor vyšel pod názvem Empresas y Tribulaciones de Maqroll el Gaviero.
Roku 1989 Mutis dostal francouzskou cenu Prix Médicis, roku 1997 Cenu prince asturského, roku 2001 Cervantesovu cenu a o rok později americkou Mezinárodní cenu za literaturu Neustadt.
Mutis většinu života měl ještě jinou profesi než spisovatelskou. Stejně jako jeho hrdina Maqroll, ve svých povoláních hodně cestoval – pět let působil jako ředitel public relations firmy Standard Oil a více než 20 let jako manažer prodeje pro Twentieth Century Fox a Columbia Pictures.
V roce 1950 Mutis strávil 15 měsíců v mexickém vězení, když byl odsouzen za machinace s penězi Standard Oil určenými pro dobročinné účely. Jeho zkušenost s vězením měla trvalý vliv na jeho dílo, přímo je vylíčena v knize Diario de Lecumberri.
Velkými propagátory jeho díla byli Octavio Paz a Gabriel García Márquez. Přesto Mutis nepronikl zejména do anglofonního světa tak jako oni. Jako jeden z důvodů, paradoxně, bývá uváděna skutečnost, že Mutisova díla nepůsobí na amerického čtenáře "dost jihoamericky". Mutisův hrdina Maqroll je muž neurčitého původu, národnosti, věku i fyziognomie. V románech Mutis naznačuje, že patrně nepochází z Latinské Ameriky. Je to osamělý cestovatel, který hledá smysl života v době násilí a nelidskosti. Někteří literární kritici ho tudíž staví spíše do blízkosti hrdinů řeckých tragédií než do kontextu latinoamerické literatury.